# Politówka (Pueblo)
Politówka [pronunciación en polaco: /pɔliˈtufka/] es un pueblo en el distrito administrativo de Gmina Leśniowice, dentro del Distrito de Chełm, Voivodato de Lublin, en el este de Polonia. Se encuentra aproximadamente 3 kilómetros al este de Leśniowice, 19 kilómetros al sur de Chełm, y 73 kilómetros al sudeste de la capital regional, Lublin.